# Мунтан
Мунтан је мало ненасељено острво у хрватском делу Јадранског мора. Припада акваторији Општине Пашман, са групом од 10 острва и острваца од који је већина у Пашманском каналу. 
Налази се око 300 метара југоисточно од пашманске луке, југозападно од острва Бабац а северно од острвца Дужац Мали. Површина острва износи 0,115 км². Дужина обалске линије је 1,51 км.. Највиши врх на острву је висок 13 метара. 